# Површинска гравитација
Површинска гравитација, (g), неког небеског тијела је гравитационо убрзање (акцелерација) измјерена на његовој површини. 
Површинска гравитација се мјери као и свака друга акцелерација у метрима по секунди на квадрат (m/s²). Може бити изражена и као однос Земаљске стандардне површинске акцелерације, g = 9.80665 m/s². У астрофизици, површинска гравитација може бити изражена као логаритам од g. Добија се тако да се за јединицу убрзања прво узме центиметар по секунди на квадрат, а затим се од те вриједности нађе логаритам са базом 10.

Површинска гравитација код звијезда типа бијелог патуљка је врло висока, а она код неутронских звијезда још више (до 7×1012 m/s²). За бољу индикацију, друга космичка брзина неутронске звијезде може бити и 100 000 km/s, или трећина брзине свјетлости.
Површинска гравитација се може израчунати из Њутновог гравитационог закона, који даје:
{\displaystyle g={\frac {GM}{r^{2}}}}
гдје је M маса објекта, r његов радијус, and G је гравитациона константа.
Ако нам ρ = m/V означава средњу густину објекта, то можемо написати и као:
{\displaystyle g={{\frac {4\pi }{3}}G\rho r}}
тако да је, за фиксну средњу густину, површинска гравитација g пропорционална радијусу r.